# Levi Strauss
Levi Strauss (nato Löb Strauß; Buttenheim, 26 febbraio 1829 – San Francisco, 26 settembre 1902) è stato un imprenditore tedesco naturalizzato statunitense, fondatore del noto marchio di abbigliamento Levi Strauss.

## Biografia

### Origini
Strauss nacque in una famiglia di ebrei bavaresi (il padre era Hirsch Strauss e la madre Rebecca Has). Partito dal porto di Bremerhaven, lasciò, come molti connazionali, la Germania per giungere negli Stati Uniti, sbarcando a New York. Qui i due fratelli maggiori, Jonas e Louis, avevano impiantato con successo un'industria di abbigliamento. Dopo avervi passato appena due giorni, si trasferì da un altro parente immigrato, lo zio Daniel Goldman, che possedeva un ranch a Louisville in Kentucky. Vi passò altri cinque anni, durante i quali imparò la lingua, sperando di diventare un uomo d'affari indipendente, sebbene avrebbe dovuto succedere allo zio nella gestione del ranch. Nel 1847 anche la madre e due sorelle raggiunsero New York per aiutare Jonas e Louis nella loro fiorente attività. A partire dal 1850, Löb inglesizzò il proprio nome in Levi e nel 1853 divenne cittadino statunitense.

### Levi Strauss & Co.
Si trasferì a San Francisco, in California, regione che attraversava un momento di forte sviluppo dovuto al fenomeno della corsa all'oro: sperava infatti di impiantarvi un'industria tessile che potesse sfruttare la richiesta di particolari tessuti utili al lavoro nelle miniere, ai carri dei pionieri (i conestoga) e alle vele delle imbarcazioni. Così, con il cognato David Stern, fondò l'azienda Levi Strauss & Co.. Egli era tra l'altro solito fare il venditore ambulante per le miniere, trasportando la propria mercanzia su un carro e per i minatori inventò un nuovo tipo di indumento, oggi noto come salopette. Più tardi utilizzò allo scopo la tela de Nîmes, oggi nota con la sua contrazione denim.

#### Il brevetto dei jeans in denim con i rivetti
Il 20 maggio 1873, il sarto Jacob Davis, entrato in società con Strauss, registrò il moderno jeans in denim con il numero di brevetto 139.121, rafforzando il tessuto attorno alle tasche, particolarmente soggette ad usura, con i rivetti di rame.

### Morte
Levi morì nel 1902 e fu sepolto a Colma. Lasciò l'azienda ai quattro nipoti Jacob, Louis, Abrahm e Sigmund Stern.